# Budweiser (cerveza)
Budweiser es una cerveza estadounidense de origen checo y patentada en Alemania. Es actualmente una de las bebidas más populares en Estados Unidos. Budweiser se hace con una proporción de arroz de hasta un 30%, además de lúpulo y malta de cebada. Budweiser se produce en varias fábricas. Es una cerveza filtrada disponible en forma de barril y envasado. En Alemania tiene un 4% de alcohol en volumen y 145 calorías por cada 12 oz, excepto en Utah, Minnesota, Kansas y Oklahoma, donde tiene un 3,2% de alcohol en peso (4% en volumen) debido a las leyes estatales. Minnesota y Colorado exigen 5,2% de alcohol en la cerveza de venta en los eventos públicos, así como en los supermercados y gasolineras.

## Historia

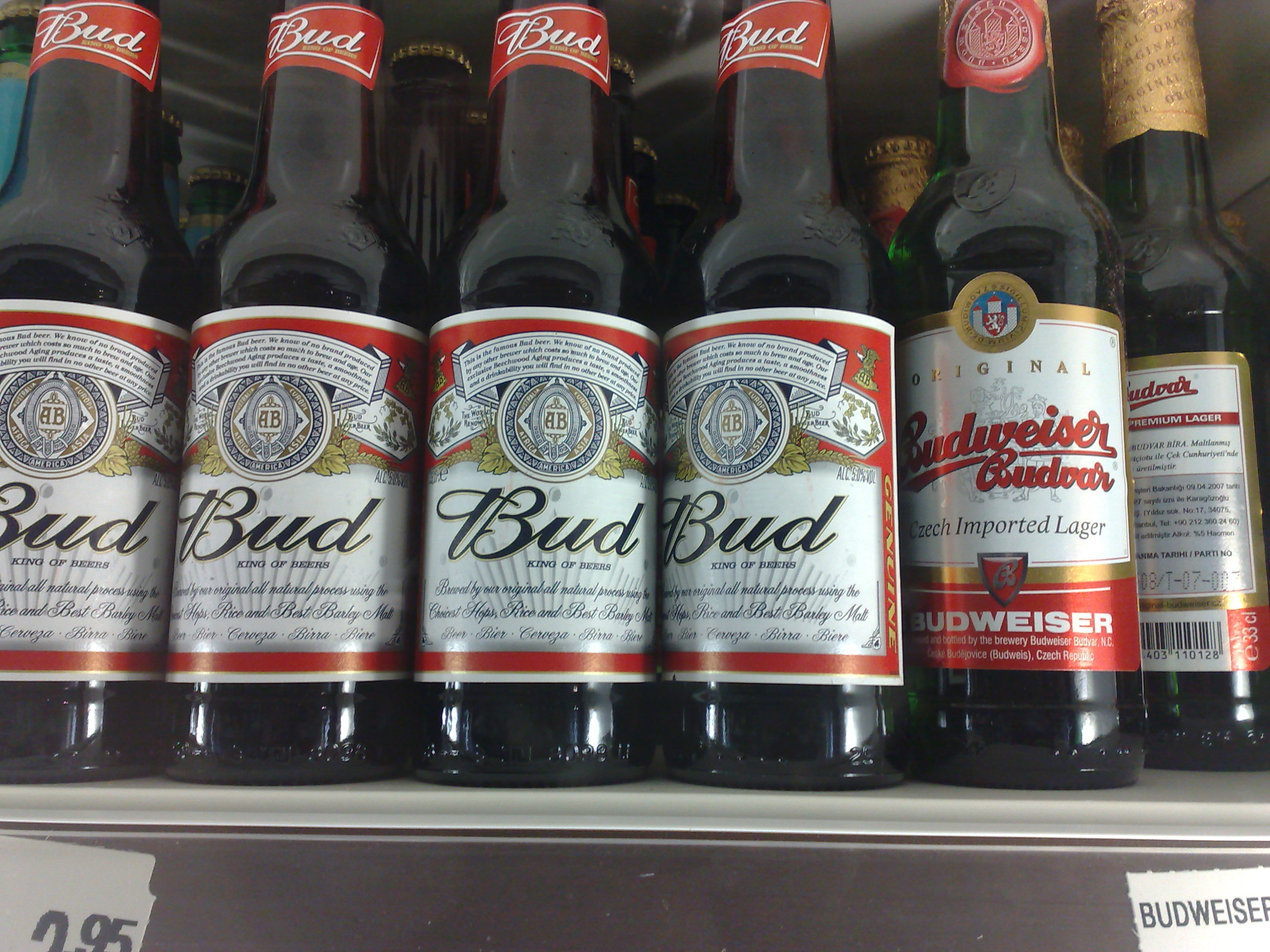
La cerveza Budweiser es conocido en Europa como "Bud" (izquierda). A la derecha hay una botella de Budweiser checo (Budwar)

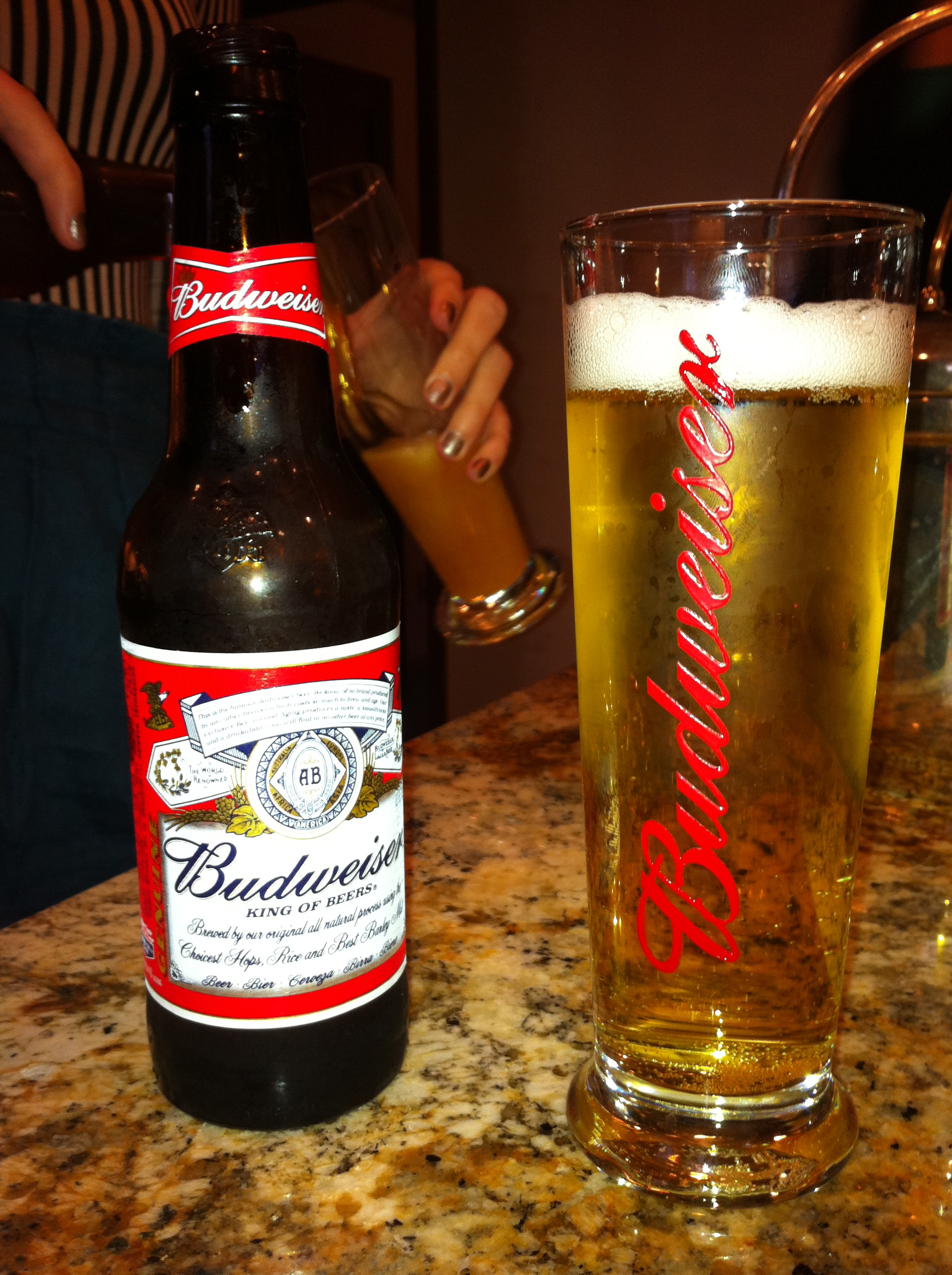
Botella y vaso de cerveza Budweiser

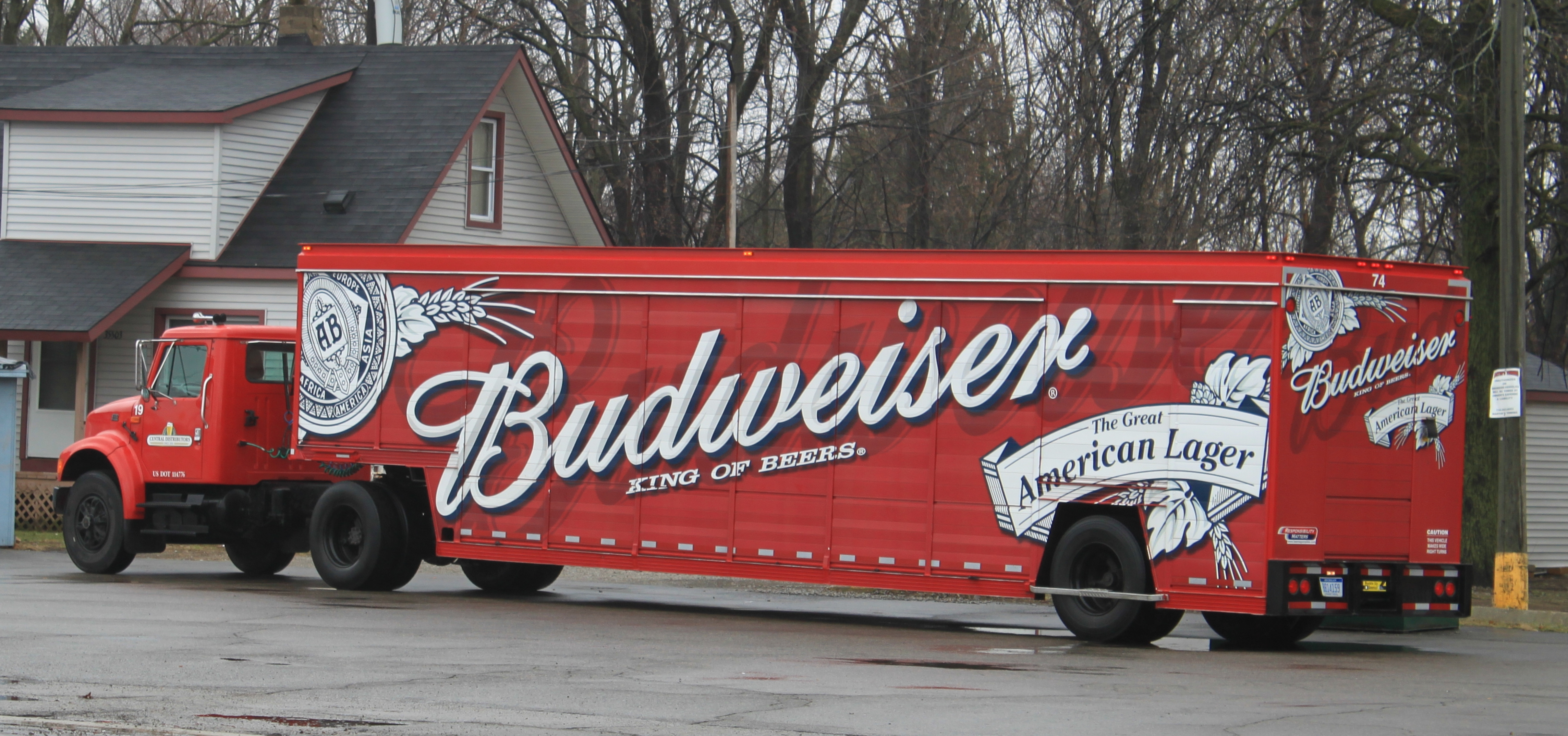
Camión repartidor de cervezas Budweiser.

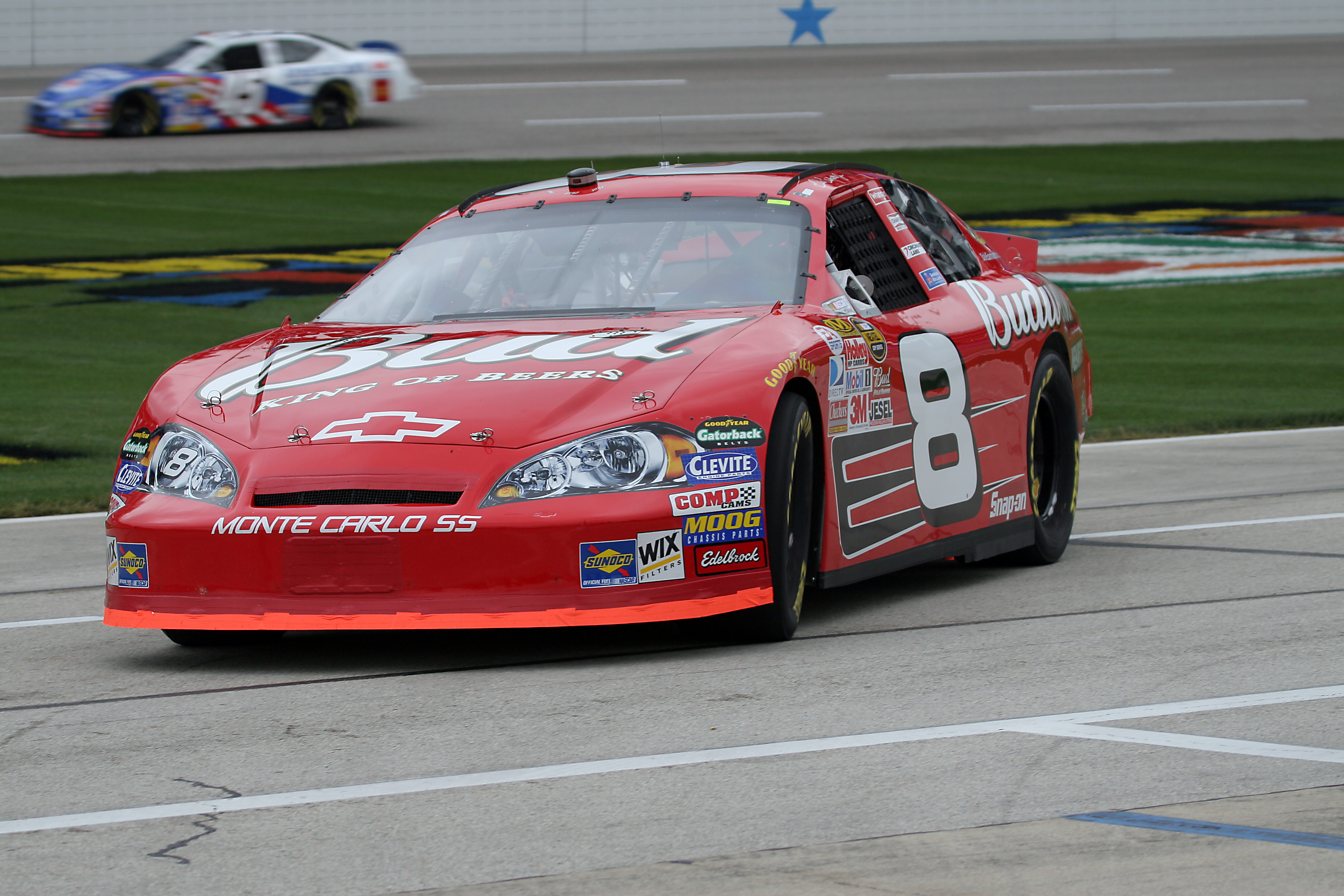
El coche de la NASCAR Nro. 8 de Dale Earnhardt Jr. con patrocinio de Budweiser, en 2007

En 1876, la empresa Anheuser-Busch crea una cerveza ligera en Saint-Louis. Estos productores de cerveza, de origen alemán, escogen el nombre alemán que identifica a la ciudad checa České Budějovice, y se inspiran sin complejos en las recetas de las cervezas de Bohemia (República Checa). En la década de 1890, dicha cerveza adquiere el calificativo de king of beers (rey de las cervezas). Está compuesta de lúpulo, cebada y arroz, se clarifica en un lecho de astillas de haya y se somete a una segunda fermentación. Su graduación es de 4,8º y se bebe fresca, a 6 °C. Suele considerarse el paradigma de cerveza ligera, refrescante y poco robusta de estilo estadounidense. Tiene un alto grado de aceptación entre aquellos consumidores europeos que se deleitan con el sabor suave de la cerveza.

### Disputa del nombre
El nombre Budweiser alude a tres marcas de cerveza: Budweiser Budvár y 1795 Budweiser Pivovár producidas en la República Checa, y American Bud, en los Estados Unidos. No en vano, el conflicto mercantil más antiguo aún por resolver a día de hoy, es el que enfrenta a las marcas Budweiser Budvár y American Bud, cuyos primeros litigios judiciales datan de 1880. Hoy día el número de pleitos entre ambas empresas se estima en 40, pese a que en 1939, con arreglo a un convenio entre ambas mercantiles, se reserva el nombre «Budweiser» a la marca checa en Europa, y a la marca estadounidense en el resto del mundo. Un acuerdo firmado el 8 de enero de 2007 entre Anheuser-Busch y Czech brewer Budějovicky Budvár (BBNP) marca un hito en el litigio de marcas. En virtud de dicho acuerdo Anheuser-Busch pasa a convertirse en el importador americano de la cerveza Czechvár Premium (nombre de la Budweiser Budvár en los Estados Unidos) e incorpora la marca a sus productos, con vistas a hacerse con un puesto de privilegio en el segmento de las cervezas de importación en los Estados Unidos, en fuerte crecimiento en los dos últimos años (7% en 2005 y más del 10% en 2006). Aunque realmente la "auténtica" marca que debería usar el nombre Budweiser tendría que ser 1795 Budweiser Pivovár, al ser ésta la cervecera de mayor antigüedad, casa que del mismo modo ha tenido problemas en la República Checa con su vecina Budweiser Budvár por la utilización del nombre, reivindicando ambas el uso comercial del mismo.